# J'ai gardé l'accent
Singles de Mireille Mathieu
La Dernière Valse
(1967) Una canzone
(1968)
La Vieille Barque En écoutant mon cœur chanter
J'ai gardé l'accent est une chanson de Mireille Mathieu, sortie en 1968. Le texte est de Gaston Bonheur. 
Sur le même 45 tours on trouve également écrit par Gaston Bonheur Quand fera-t-il jour, camarade ?, qui est une chanson de l'album Made in France, ainsi que Je ne suis rien sans toi, qui est la version française de I'm Coming Home du chanteur Tom Jones. 
La pochette du disque comprend deux photos prises par Hugues Vassal. Au recto, sur un fond noir, on voit le visage de Mireille Mathieu de profil droit. Au verso, sur un fond noir et rouge, on voit, de profil gauche, le visage de Mireille Mathieu, vêtue d'une robe bleue au col en fourrure blanc et noir. 
La pochette indique également que l'ingénieur du son est Roger Roche et que la réalisation du disque est due à Gérard Cote. 